# Omphalogonus
Omphalogonus es un género perteneciente a la familia de las apocináceas con dos especies de plantas fanerógamas . 

## Especies seleccionadas
- Omphalogonus calophyllus
- Omphalogonus nigritanus